# École d'Alembert
Pour les articles homonymes, voir D'Alembert (homonymie).
L’école d’Alembert à Guelma en Algérie, était une institution au temps de la France et l'est restée bien après l'indépendance, appelée alors C.E.M Mohamed Abdou et après école fondamentale Mohamed Abdou.
Cette école portait le nom de Jean Le Rond d’Alembert (1717-1783), philosophe et mathématicien français, qui collabora à l’Encyclopédie.